# Myrmecophila humboldtii
Myrmecophila humboldtii är en orkidéart som först beskrevs av Heinrich Gustav Reichenbach, och fick sitt nu gällande namn av Robert Allen Rolfe. Myrmecophila humboldtii ingår i släktet Myrmecophila och familjen orkidéer. Inga underarter finns listade i Catalogue of Life.

## Bildgalleri

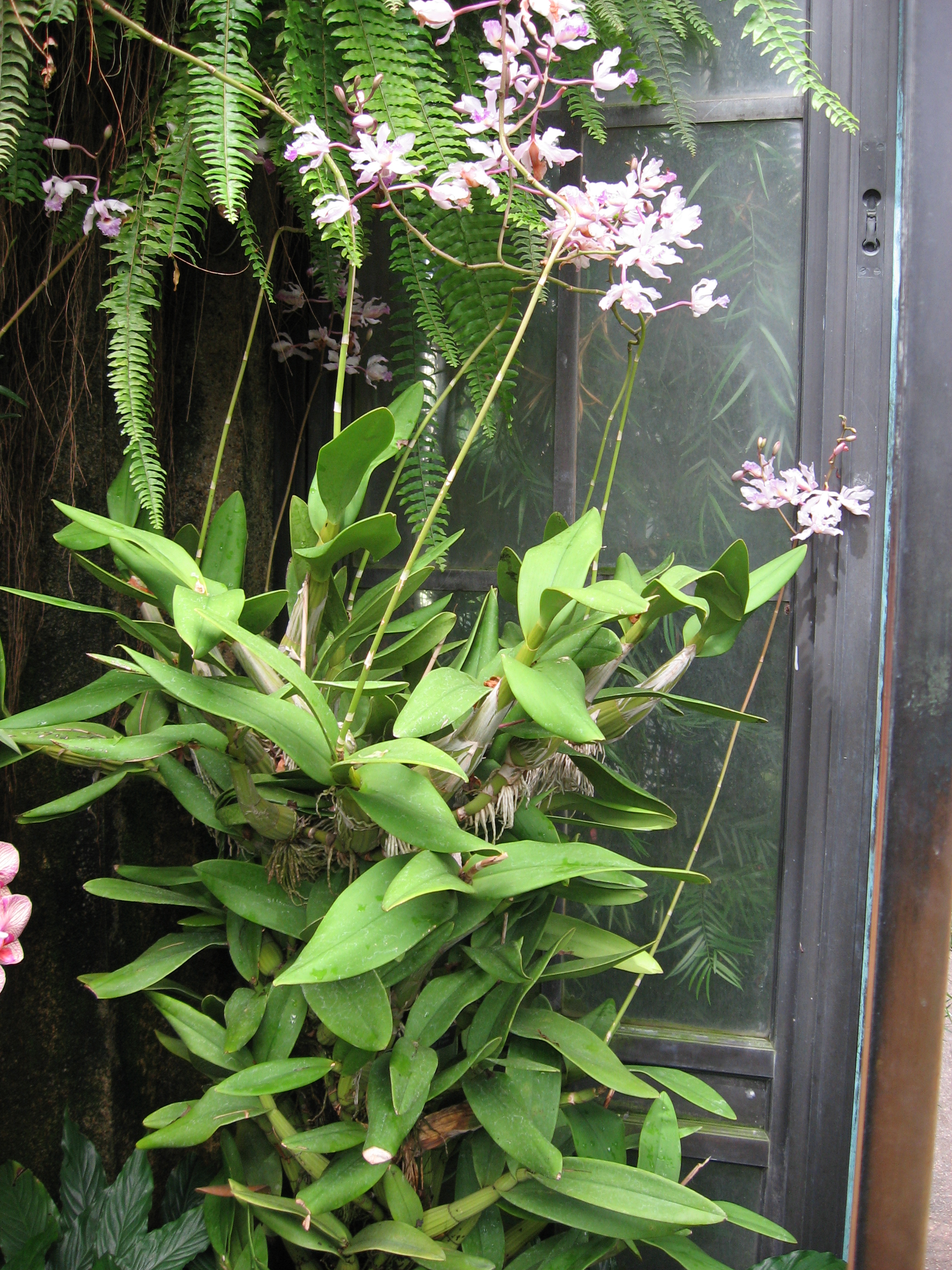
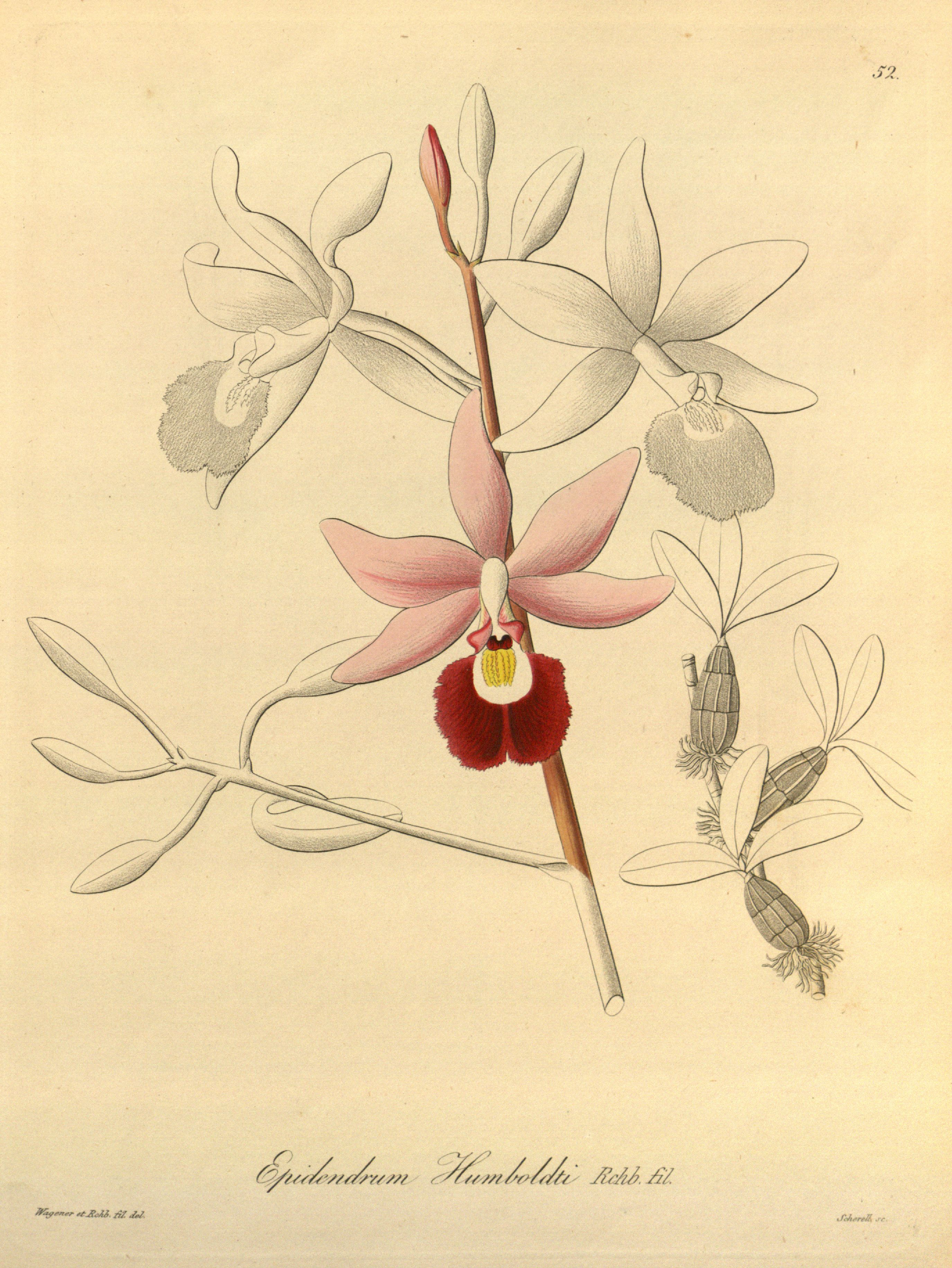